# Cmentarz żydowski w Nakle nad Notecią
Cmentarz żydowski w Nakle nad Notecią – kirkut mieścił się w Nakle nad Notecią przy ul. Młyńskiej. Powierzchnia   – 0,86 ha. Został założony w XIX wieku. W czasie II wojny światowej uległ dewastacji. Obecnie nie ma po nim śladu. Kilka zachowanych fragmentów macew znajduje się w Muzeum Ziemi Krajeńskiej.